# Національний цирк України
Державне підприємство «Національний цирк України» — цирковий заклад Києва, один з найстаріших в Україні. Споруда цирку — найбільша стаціонарна споруда цирку України.

## Історія
Історія циркового мистецтва України починається з ІХ століття. Історичним свідченням є стародавні фрески — настінні малюнки, що знаходяться в південній вежі найдавнішої пам'ятки — собору святої Софії в Києві. Фрески відображають вистави в амфітеатрі за участю: кулачних бійців, музикантів, танцівників, поводирів з тваринами та фокусників. Найбільш цікавим є зображення акробатів у супроводі музик. На ньому чоловік тримає за поясом жердину, на верхівку якої підіймається хлопчик.  
Мандрівні артисти розважали глядачів аж до 1797 року. У цьому році з Дубна до Києва перевели Контрактовий ярмарок, що призвело до появи «балаганів» і «цирків-стовпчиків». Будували їх здебільшого з дешевих дошок і старих ящиків. Такий метод будівництва робив перші балагани схожими на звичайні сараї. Всередині ставили лавки в декілька рядів для заможних глядачів, а за ними була огорожа спеціально для стоячих місць «бідноти». У центрі манежу зводили стовп, який підтримував купол з брезенту.

### 1875 рік
Перший стаціонарний цирк-театр в Києві називався «Альказар» Його було відкрито у 1875 році австрійцем Ігнатієм Собботом на ділянці, купленій французом Огюстом Бергоньє. Знаходився він на перехресті сучасних вулиць Б. Хмельницького і Є. Чикаленка (колишньої Пушкінської). Будівля цирку була двоповерховою, збудованою з каменю. Тут давали свої пишні вистави понад 60 артистів, балет з Неаполя, клоуни з Лондона, оркестр з 35 музикантів, а також кінні номери за участю 40 коней. Втім, утримання цирку було невигідним і в наступному році він закрився, а приміщення здавалося в оренду гастролюючим театральним трупам.
Нині в будівлі, яка зазнала за цей час помітних перетворень, розміщується один з найстаріших в Україні театрів — Національний академічний театр імені Лесі Українки.

### 1876—1890 роки
Наступні 14 років в Києві був відсутній постійний цирк. Тим часом в сусідніх містах почали відкриватися стаціонарні цирки: 1862 р. в Одесі, 1879 р. другий цирк в Одесі, 1883 р. в Харкові, 1888 р. в Ризі. Циркове мистецтво Києва, який в свою чергу зазнав у другій половині XIX століття бурхливого розвитку культури та економіки, розквітало.

### 1891 рік
Київською Міською Думою оголошено конкурс на кращий проєкт будівництва стаціонарного цирку. Серед інших видатних представників циркової індустрії одним з перших представили свої проєкти відомий цирковий імпресаріо Альберт Саломонський, другим — не менш авторитетний Сципіон Чинізеллі. Незважаючи на доволі велике розмаїття проєктів Дума відхилила всі надані пропозиції й ухвалила рішення створити спеціальну міську комісію по спорудженню міського цирку. Її очолив знаменитий київський архітектор Георгій Шлейфер.
Саме будівництво доручили зятю київського генерал-губернатора Михайла Драгомирова — Петру Крутікову. Зять київського чиновника більш, аніж будь-хто інший, підходив для цієї ролі. Кінні виступи Петра Крутікова відрізнялися незвичайною манерою виконання і видовищністю. Тому 1897 року талановитий дресирувальник відправився гастрольним турне — санкт-петербург, москва та Одеса. Квитки на вистави розкуповувалися на місяць вперед, а під час гастролей в Парижі його програму відвідав екс-президент Франції Казимир Пер'є.

### 1903 рік
У 1903 році на вулиці архітектора Городецького було відкрито новий, найбільший на той час в Європі цирк Петра Крутікова, оснащений за останнім словом техніки. Будівництво здійснювалося під керівництвом Михайла Крутікова за проєктом Едуарда Брадтмана. Цирк одержав назву «Hippo-Palace» і крім кінних атракціонів, на яких робив акцент майстерний дресирувальник М. Кутіков, тут виступали відомі циркові династії, зокрема на арені проходили виступи всесвітньо відомих жонглерів Растеллі, акробатів Вінкіних, клоунів Біма і Бома, знаменитого дресирувальника і клоуна-сатирика Анатолія Дурова. Також в цирку Крутікова ставили вистави-пантоміми. Акустичні властивості зали були бездоганними через що у цирку виступали найвідоміші вітчизняні та іноземні співаки, зокрема співали Федір Шаляпін, Леонід Собінов, Тітта Руффо. У цирку проводили чемпіонати з класичної боротьби, в яких боролися найвідоміші силачі, в числі яких — знаменитий Іван Піддубний.
У 1918 році в будівлі цирку відбувся Всеукраїнський з'їзд хліборобів на якому Павла Скоропадського обрали гетьманом України.

### 1941—1955 роки
Будівлю цирку Крутікова було зруйновано у 1941 р. На її місці у 1964 р. був зведений кінотеатр «Україна». Руїни простояли всю війну і наприкінці 1940-х рр. Нарешті були розібрані. Цирк було вирішено не відновлювати на старому місці, а побудувати на новій ділянці. Але ще до того, в серпні 1944 р. у звільненому Києві, на Троїцькій площі (на місці перед входом до сучасного НСК «Олімпійський») було встановлено тимчасову будівлю літнього цирку-шапіто. Але порівняно невелика зала шапіто не могла вмістити всіх охочих.
Тому в 1950 р. на вільній ділянці на розі вулиць Саксаганського та Великої Васильківської розпочалося будівництво стаціонарного цирку — за проєктом В. Жукова. Будівництво завершили у рекордно короткий термін- два місяці. Будівля була вирішена у формах радянської класики, фасад з колонадою прикрашала кераміка, будівлю увінчував легкий металевий купол. Відкриття цирку відбулося 19 серпня 1950 р. Цей цирк отримав назву Літнього.
Рада Міністрів УРСР у липні 1955 прийняла постанову «Про організацію в м. Києві Українського державного цирку». На підставі цього документу затверджено керівний склад цирку, підібрано групу висококваліфікованих акторів з різних жанрів циркового мистецтва, з листопада того року забезпечено початок прилюдних виступів.

### 1960 рік
Будівлю цирку на Галицькій площі 2 (раніше Перемоги) збудовано у 1958—1960 рр. за проєктом архітектора Валентина Жукова. Будинок є пам'яткою архітектури і містобудування місцевого значення.
Робочі креслення, датовані 1959 р. свідчать, що крім В. О. Жукова над розробкою проєкту працював архітектор К. Г. Ратушинський — в майбутньому автор Володимирського критого ринку.
Свого часу київський цирк став найбільшою цирковою спорудою в СРСР розміром 14 655 кв.м., яка розраховувалася на 2000 глядачів.
Центральне місце в композиції будівлі займає круглий зал для глядачів, навколо якого розміщено: фоє, буфети, різні обслуговуючі приміщення і артистичні кімнати. В крилах будинку розташовано кафетерії. Цирк має все необхідне інженерне обладнання і спеціальне обладнання циркової арени для влаштування водних пантомім.
Головний фасад будинку цирку, який повторює круглу форму залу для глядачів і фоє, акцентований колонадою композитного ордера з круглих колон. Будинок має цокольний поверх, на всю висоту якого, по ширині головного фасаду зроблені парадні сходи, що ведуть до входів у цирк. Найбільш цікавим у споруді стало влаштування експериментального залізобетонного купола, який змонтували без використання риштувань і опалубки. Перед вибором цього проєкту інженерів С. А. Ривкіна, М. С. Грутмана, Скачкова (інститут «Гіпроцивільпромбуд») Держбуд УРСР розглянув кілька інших пропозицій. Прийнятий варіант був визнаний найбільш економічно вигідним та найбільш індустріальним.
Для монтажу купола в центрі споруди було зведено металеву башту з підйомним краном. Другий кран було зведено ззовні. Монтаж здійснювався навісним способом шляхом послідовного збирання кільцевих поясів. Після бетонування швів кільце ставало само несучим і виконувало роль опори для монтажу наступного поясу.
Будівлю цирку було офіційно відкрито 5 листопада 1960 р. Будівництво коштувало 23 млн рублів. Сезон у новій будівлі відкрився спектаклем «Для вас, кияни!» (сценарій і постановка Н. Зинов'єва).

### 1998 рік
У 1998 році Київський Державний Цирк отримав статус Національного Цирку України і це дало йому право називатися головним цирком України. На його базі створюється більшість номерів, які гастролюють по світу. Сьогодні цирк має власних артистів різних циркових жанрів, балетну трупу, вокалістів та один з найкращих музичних колективів (Оркестр Національного цирку України під керівництвом Марка Йосиповича Резницького). Нещодавно була покращена технічна база цирку, що дозволило підвищити якість художнього сприйняття вистав.

### Сьогодення
Сьогодні цирк має власних артистів різних циркових жанрів, балетну трупу, один з найкращих музичних колективів.
Від 2018 року в будівлі ДП «Національний цирк України» проводиться міжнародний фестиваль циркового мистецтва «Золотий каштан».
У 2019 році покращено технічну базу цирку — встановлено сучасне світлове і звукове обладнання, що дозволило значно поліпшити якість художнього сприйняття вистав.
Вересень 2023 року став початком 63-го циркового сезону для Національного цирку України. Сьогодні цирк функціонує в повній мірі, але адаптовано до воєнного стану. Шоу мають одне відділення без антракту, приміщення обладнане укриттями для глядачів та робітників, на випадок повітряної тривоги. У будівлі активно ведуться ремонтні та реконструкційні роботи. Ціллю яких є відновити історичний інтер'єр, відтворити первісні задуми архітектора. З того, що вже вдалося, — сходинки-ескалатор, якими сходять у фіналі артисти на уклін у шоу «ДУХ.СИЛА. ВОЛЯ. Український цирк».

## Персоналії

### Борис Черненко
Автор ідеї, керівник будівництва та перший директор нинішнього цирку та єдиний директор Літнього київського цирку (з 1953). Закінчив Харківський поліграфічний інститут і планував стати художником. Пройшов Другу світову війну.
На гастролі до Літнього київського цирку охоче їхали тогочасні циркові знаменитості. Для популяризації Борис Черненко влаштовував кавалькади по місту, на стадіоні. З талановитим архітектором Валентином Жуковим вони трудились разом над проєктом цирку, що зараз знаходиться на Галицькій площі 2.

### Валентин Жуков
Український архітектор, працював у Київпроекті. Автор будівель Київського цирку 1950 і 1960 рр, ансамблю Солом'янської площі 1960-х. Працював в інституті «Укргіпросільбуд» Міністерства сільського господарства УРСР, в майстерні № 3 під керівництвом архітектора Анікіна, який побудував Літній цирк на Великій Васильківській вулиці. Валентин Жуков також був автором цирків у Мінську (1952—1958 рр.) та Дніпрі (1960 р.,напівзруйнований).

### Борис Заєць
Сорок років очолював Національний цирк України. З 1964 року — головний режисер, з 1976 і до смерті — головний режисер і директор. Навіть в умовах загальносоюзного циркового конвеєра він зумів створити чисто український колектив, який з успіхом представляв Національний цирк на міжнародній арені, прославляючи Україну.
Борис Заєць мав значний міжнародний авторитет. Він готував і керував гастролями циркових колективів у багатьох країнах світу, брав участь в роботі журі міжнародних циркових фестивалів і конкурсів. Народний артист України, академік Національної академії циркового мистецтва Росії, професор Київського державного інституту театрального мистецтва ім. Карпенка-Карого, Кавалер ордена Ярослава Мудрого 5-го ступеня, медаль «За трудову доблесть», Святого князя Володимира, Нестора Літописця, міжнародним орденом Святого Станіслава. Протягом свого життя зумів передати багатьом цирковим колективам свій багаторічний досвід.

### Володимир Шевченко
Ціла епоха вітчизняного циркового мистецтва втілилася у діяльності Володимира Дмитровича Шевченка. Повітряний гімнаст, акробат і всесвітньовідомий дресирувальник присвятив все своє життя цирковій арені. Спадковий артист цирку закінчив в 1966-му році Державне училище циркового та естрадного мистецтва та присвятив себе дресурі найнебезпечніших хижаків світу.
Разом з дружиною Людмилою Шевченко талановитий дресирувальник створив власний атракціон «Серед хижаків». У виступі брали участь до десяти хижаків, а пара артистів виконувала акробатичні трюки і танцювала серед тварин, граючи з левами як з кошенятами.
У 80-х роках Володимир Дмитрович очолював Український цирковий колектив, який під його керівництвом довгі роки був одним з найстабільніших серед усіх колективів союзу державних цирків. З 2007 року і до останніх днів життя (2012 рік) — генеральний директор і художній керівник Національного цирку України.
Хижих улюбленців Володимир Шевченко виховував за власною методикою. Суть полягала у заохочувальному принципі роботи з тваринами без елементів примусу. Гуманне ставлення до чотирилапих артистів — основа праці з тваринами в стінах Національного цирку України.
Перший свій номер на манежі разом з 6-ми левицями він виконав перед глядачами в 14 років. Все своє життя Володимир готував номери, що  згодом стали класикою світового цирку. Наприклад, «Танго з левами».
У фільмах «Гіперболоїд інженера Гаріна» і «Розсмішіть клоуна» артист зіграв самого себе.
За досягнення в галузі циркового мистецтва удостоєний почесних звань заслуженого діяча мистецтв УРСР (у 1976 році), народного артиста УРСР (у 1979 році) та народного артиста СРСР (у 1987 році). Також нагороджений орденом «Дружби» (срібний) Німецької Демократичної Республіки, медаллю ім. В. Дурова, «Срібною гілкою» (Італія), «Золотою медаллю Парижа» та «Золотим орлом» (Японія), Золотою медаллю Міжнародної ліги артистів цирку вар'єте (Париж, Франція), орденом князя Ярослава Мудрого 5 та 4 ступенів (Україна, 2006, 2011).

### Людмила Шевченко
Артистка цирку: повітряна гімнастка, акробатка та дресирувальниця. Народна артистка СРСР, Народна артистка України. З жовтня 2012 року до 2019 року керувала Національним цирком України.
У 1967 році закінчила московське училище циркового та естрадного мистецтв. З наступного року працювала в парі з чоловіком, Володимиром Дмитровичем Шевченком. Людмила Шевченко виступає захисником безбольових, заохочувальних методів дресури, вперше введених у практику Володимиром Дуровим. Заохочувальний метод має на увазі годування тварини в процесі її дресирування — заохочення їжею кожного вдало виконаного трюка. Цей метод відкидає будь-який болісний вплив на тварину і застосування фізичної сили.

### Владислав Корнієнко
Український мистецтвознавець, доктор культурології, професор, кандидат мистецтвознавства, заслужений діяч мистецтв України. З 2019 року — генеральний директор Національного цирку України.
У 1985 році закінчив Київський державний інститут театрального мистецтва ім. І. К. Карпенка-Карого за спеціальністю театрознавство: організація, планування та управління театральною справою. В 2005 році отримав диплом магістра державного управління Національної академії державного управління при Президентові України.
З 2011 по 2019 рік очолював Київську муніципальну Академію естрадного та циркового мистецтв. З цього часу Академія набула статусу вищого навчального закладу, відкрила магістратуру та заочне відділення, почала приймати на навчання іноземних студентів. З цього ж року Академія тісно співпрацює з Національним цирком України, і це є невід'ємною складовою частиною обох закладів.
Владислав Корнієнко в 2004 році отримав Подяку Прем'єр-міністра України, в 2005 році нагороджений Почесною відзнакою «За багаторічну плідну працю в галузі культури», орденом Святого Миколи Чудотворця ІІІ ступеня (2005 р.), Почесною грамотою Київського міського голови (2006 р.), Почесною відзнакою — орденом «За високий професіоналізм» (2006 р.).

## Загальні відомості

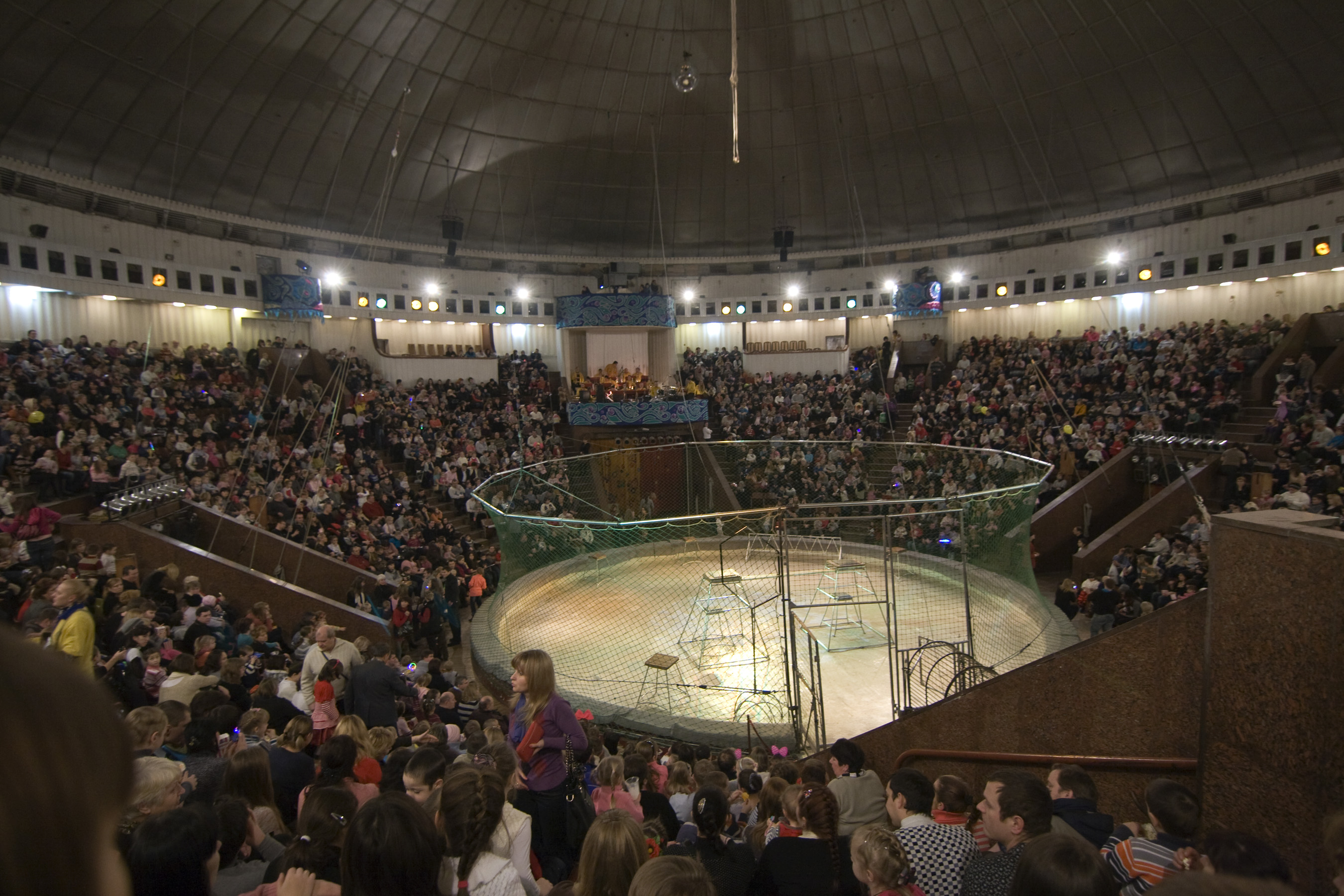
Арена цирку

Національний цирк України, що розташований в місті Києві на Галицькій площі, 2, за організаційно-правовою формою є державним підприємством, яке підпорядковується Міністерству культури та інформаційної політики України.
Зведена на острівній ділянці, трикутна форма якої зумовила незвичну об'ємно-просторову композицію споруди. Будівля цирку – характерний зразок архітектурної спадщини кінця 1950-х — початку 1960-х рр., особливістю якої є унікальне інженерно-технічне планування купола (проєкт інженерів М. Грутмана, С. Ривкіна, І. Скачкова). Цирк розраховано на 1907 глядачів, загальний об'єм — 77850 куб. м. Будівля чотириповерхова (разом із цокольним поверхом), цегляна, складається з двох основних об'ємів: циліндра і зігнутого під прямим кутом паралелепіпеда, що охоплює циліндр з боків. Внаслідок сполучення круглої і прямокутної в плані форм утворюється внутрішнє подвір'я. В циліндричному просторі зосереджено основні приміщення: манеж із залою для глядачів, вестибюль з гардеробом, фоє та кулуари; у прибудові — службові і технічні приміщення. Покрівля даху металева. Перекриття –збірний залізобетон. Цоколь будинку облицьовано рожевим гранітом, стіни — світло-сірою керамічною плиткою, колони — білим інкерманським каменем. Купол вкрито декоративною металевою лускою та увінчано циліндричним ліхтарем зі шпилем.
Метою основної діяльності Цирку є розвиток і популяризація українського національного циркового мистецтва і циркової справи та задоволення потреб населення у цьому виді мистецтва.
Видами основної діяльності є:
- створення і публічний показ художньо довершених циркових програм, оригінальних атракціонів, циркових дивертисментів, окремих номерів різних циркових жанрів та інших мистецьких заходів тематичного направлення (в тому числі новорічних вистав для дітей) за участю українських і зарубіжних колективів, окремих виконавців;
- організація з метою популяризації циркового мистецтва гастролей колективів, окремих виконавців в Україні та за її межами;
- обмін міжнародними цирковими програмами;
- підвищення виконавської майстерності артистів усіх жанрів циркового мистецтва;
- проведення творчих оглядів, конкурсів, фестивалів, естрадно-циркових шоу, спортивних та інших видовищних заходів;
- організація дозвілля дітей та молоді в позанавчальний час;
- виробництво, ремонт, випробування, сертифікація (за наявності відповідного дозволу) на замовлення юридичних і фізичних осіб (як резидентів, так і нерезидентів України) циркового, театрального реквізиту, апаратури, бутафорії, технічних та механічних засобів, необхідних для проведення видовищних заходів та інших розваг;
- художнє оформлення циркових вистав.

Національний цирк України — центр циркового мистецтва, який має загальнодержавне і міжнародне визнання. На його арені виступали і виступають відомі вітчизняні і зарубіжні артисти. З одного боку це експериментальна база, де створюються і демонструються сучасні циркові програми, атракціони і номери, з другого — зберігаються і плекаються традиції класичного циркового мистецтва.

### Керівництво
- 1976—2007 роки — Заєць Борис Михайлович, народний артист України, професор;
- 2007—2012 роки — Шевченко Володимир Дмитрович, народний артист України ;
- 2012—2019 роки — Шевченко Людмила Олексіївна, народна артистка України;
- З травня 2019 року — Корнієнко Владислав Вікторович, заслужений діяч мистецтв України, доктор культурології, професор.